# Hästagöl
Hästagöl är en sjö i Ljungby kommun i Småland och ingår i Helge ås huvudavrinningsområde. Sjön har en area på 0,0652 kvadratkilometer och ligger 172 meter över havet.

## Delavrinningsområde
Hästagöl ingår i det delavrinningsområde (629861-140469) som SMHI kallar för Inloppet i Östersjön. Medelhöjden är 161 meter över havet och ytan är 18,69 kvadratkilometer. Räknas de 2 avrinningsområdena uppströms in blir den ackumulerade arean 85,83 kvadratkilometer. Lilla Helge å (Granhultsån) som avvattnar avrinningsområdet har biflödesordning 2, vilket innebär att vattnet flödar genom totalt 2 vattendrag innan det når havet efter 160 kilometer. Avrinningsområdet består mestadels av skog (82 procent). Avrinningsområdet har 0,52 kvadratkilometer vattenytor vilket ger det en sjöprocent på 2,8 procent.